# Ferrand de Carthage
Ferrand de Carthage est un théologien chrétien de la province d'Afrique, mort en 546 ou 547.

## Éléments biographiques et œuvre
À la fin de sa vie, il était diacre de l'Église de Carthage, et théologien réputé, consulté en 546 par les diacres romains Pélage et Anatole sur l'affaire des Trois Chapitres qui venait d'éclater. On a conservé la réponse de Ferrand, mais Facundus d'Hermiane, écrivant pendant l'hiver 546/47 (Pro defensione trium capitulorum, IV, 3), relate cette consultation en évoquant Ferrand comme mort (« [...] laudabilis in Christo memoriæ Ferrando Carthaginiensi diacono scripserunt »).
Depuis Pierre Pithou en 1588, suivi par le jésuite Pierre-François Chifflet en 1649, on l'a généralement considéré comme l'auteur de la Vie de Fulgence de Ruspe. Cependant, cette attribution ne se fonde sur aucune indication des nombreux manuscrits. On conserve deux lettres de Ferrand à Fulgence, où il l'interroge sur des points de religion, et les réponses de Fulgence. À la fin d'une lettre à l'abbé Eugippe, écrite juste après la mort de Fulgence (532), Ferrand évoque la rédaction projetée d'une Vie, mais sans s'en dire positivement l'auteur. Si Ferrand est l'auteur de cette Vie, nous apprenons dans le prologue qu'il vécut dans le petit monastère que l'évêque Fulgence avait fondé pendant sa relégation en Sardaigne. Mais l'un des derniers éditeurs du texte, Antonino Isola, en doute au point de parler de « Pseudo-Ferrand ».
On conserve de Ferrand sept lettres transmises en bloc : les deux par lesquelles il interroge Fulgence de Ruspe (la première sur le point de savoir si un catéchumène éthiopien, mort pendant qu'on lui administrait le baptême, était sauvé, la seconde sur le dogme de la Trinité et la question de savoir si la divinité du Christ a souffert sur la croix), et cinq autres, certaines très longues, qui sont de vrais petits traités de théologie (notamment la réponse aux diacres Pélage et Anatole sur les Trois Chapitres, par laquelle il se prononce contre l'édit de Justinien, ou la très longue lettre au comte Reginus sur les devoirs d'un officier chrétien, présentés sous forme de sept règles). La lettre à Eugippe, anciennement connue dans une version tronquée (encore reproduite en PL), a été publiée pour la première fois dans sa version intégrale en 1828 par le cardinal Angelo Mai, d'après un manuscrit du Mont-Cassin.
D'autre part, Ferrand est l'auteur de la Breviatio canonum ecclesiasticorum, une collection de 232 canons édictés par les plus anciens conciles grecs et africains, éditée pour la première fois par Pierre Pithou.

## Éditions
- Pierre Pithou (éd.), Fulgentii Ferrandi Carthaginiensis Ecclesiæ diaconi Breviatio canonum, Paris, 1588.
- Pierre-François Chifflet (éd.), Fulgentii Ferrandi Carthaginiensis Ecclesiæ diaconi opera, Dijon, 1649.
- Patrologia Latina, vol. 67, col. 877-962 (Vita Fulgentii, vol. 65, col. 117-150).